# Tiếng Limburg
Tiếng Limburg (tiếng Limburg: Lèmburgs /ˈlεmbʏʁxs/; tiếng Hà Lan: Limburgs [ˈlɪmbʏrxs]; tiếng Đức: Limburgisch [ˈlɪmbʊʁɡɪʃ]; tiếng Pháp: Limbourgeois [lɛ̃buʁʒwa]), còn được gọi Hạ Limburg, là một nhóm các phương ngữ Hạ Franken Đông được nói ở các tỉnh Bỉ và Hà Lan đều được đặt tên là Limburg và một số khu vực lân cận của Đức. Khu vực được nói gần như nằm gọn trong một vòng tròn rộng từ Venlo đến Düsseldorf đến Aachen đến Maastricht đến Tienen và trở lại Venlo. Trong một số nơi ở khu vực này, nó thường được sử dụng như ngôn ngữ thông tục hàng ngày.
Nó có nhiều đặc điểm của cả tiếng Đức và tiếng Hà Lan và thường được coi là một phương ngữ của một trong hai ngôn ngữ này. Trong các cộng đồng hiện đại của các tỉnh Limburg của Bỉ và Hà Lan, các phương ngôn cá nhân trung gian cũng rất phổ biến, kết hợp tiếng Hà Lan chuẩn với giọng nói và một số khuynh hướng ngữ pháp và phát âm bắt nguồn từ tiếng Limburg. Một điều dễ gây nhầm lẫn là "tiếng Hà Lan Limburg" cũng thường được gọi đơn giản là "tiếng Limburg", mặc dù ở Bỉ, những phương ngôn trung gian như vậy được gọi là tussentaal ("ngôn ngữ ở giữa"), bất kể phương ngữ/ngôn ngữ chính xác nào được kết hợp với tiếng Hà Lan chuẩn.

## Từ nguyên
Tên gọi Limburgs (và các biến thể của nó) được bắt nguồn từ nơi hiện nay là thành phố Limburg của Bỉ (Laeboer trong tiếng Limburg IPA: /ˈlæːbuʁ/), là thủ phủ của lãnh địa Limburg (Limbourg) trong thời Trung Cổ. Người Limburg thường gọi Plat là ngôn ngữ của họ, những người nói tiếng Hạ Đức cũng vậy. Plat này về cơ bản có nghĩa là 'không cao', 'bình thường' hoặc thậm chí là 'thô tục' trái ngược với ngôn ngữ Đức cao địa. Tên gọi này cũng có thể được gắn kết với từ platteland (trong tiếng Hà Lan: 'nông thôn, nội địa'). Thuật ngữ chung trong tiếng Hà Lan dành cho ngôn ngữ thường dân vào thời xa xưa là Dietsch, hay Duutsch, ngày nay vẫn có thể thấy trong từ Plattdütsch.